# Meta-humano
No Universo DC da DC Comics, um meta-humano (metahuman em inglês) é um humano com superpoderes. O termo é aproximadamente sinônimo de mutante e mutado (mutate em inglês) no Universo Marvel e pós-humano nos Universos Wildstorm e Ultimate Marvel. Na DC Comics, o termo é usado livremente na maioria dos casos para se referir a qualquer ser humano com poderes e habilidades extranormais, sejam eles cósmicos, mutantes, científicos, místicos, de habilidade ou de natureza. Uma parcela significativa destes são seres humanos normais, nascidos com uma variante genética chamada "meta-gene", que os leva a ganhar poderes e habilidades durante acidentes estranhos ou momentos de intenso sofrimento psicológico.
O termo começou a ser usado para super-heróis em 1986 pelo autor George R. R. Martin, pela primeira vez no sistema de RPG Superworld, posteriormente, em sua série de romances de Wild Cards.

## DC Comics
O termo foi usado pela primeira vez por uma raça fictícia de extraterrestres conhecidos como Dominadores quando eles apareceram na minissérie Invasão!. Os Dominadores usam esse termo para se referir a qualquer humano nativo do planeta Terra com "habilidades sobre-humanas ficcionais".  O prefixo "meta-" significa simplesmente "além", denotando pessoas e habilidades além dos limites humanos. Metahumano também pode se relacionar com um indivíduo que excedeu o que é conhecido como "O Potencial Atual", significando a capacidade de mover a matéria com a mente. (Veja telecinesia).

### Meta-humanos
Antes que os Marcianos Brancos chegassem à Terra, Lord Vimana, o soberano vimaniano da minissérie Xenobrood, reivindicou o crédito pela criação da raça humana, tanto normal quanto meta-humana, devido à introdução de material genético alienígena superpoderosa na linha germinativa do DNA humano. Os vimanianos da série forçaram seus drones operários superpoderosos a se acasalar com os ancestrais da humanidade, os Australopithecus afarensis (3 milhões de anos atrás), e mais tarde os Homo erectus (1,5 milhão de anos atrás) para criar uma raça de escravos superpoderosos.

### O meta-gene
A minissérie invasão!  forneceram um conceito de por que os seres humanos no Universo DC sobreviveriam a eventos catastróficos e desenvolveriam superpotências. Um dos Dominadores descobriu que membros selecionados da raça humana tinham uma "variante biológica", que ele chamou de meta-gene (também conhecido como "meta-gene"). Esse gene geralmente permanece inativo até que um instante de estresse físico e emocional extraordinário o ative. Uma "combustão cromossômica espontânea" ocorre então, à medida que o meta-gene pega a fonte do bio-estimulante - seja química, radioativa ou qualquer outra coisa - e transforma a potencial catástrofe em um catalisador de "mudança genética", resultando em habilidades meta-humanas. O "conceito de meta-gene" é usado como uma regra editorial sólida, e poucos escritores fazem referência explícita ao meta-gene ao explicar a origem de um personagem.
A DC também tem personagens nascidos com habilidades sobre-humanas, sugerindo que o meta-gene pode ser ativado espontaneamente e sem nenhuma aparência anterior nos ancestrais. Um exemplo bem conhecido envolve Dinah Laurel Lance, a segunda Canário Negro. Embora sua mãe (Dinah Drake Lance, a Canário Negro original) fosse uma super-heroína, nem ela nem seu marido, Larry Lance, nasceram com meta-genes conhecidos. No entanto, Dinah Laurel nasceu com um meta-gene, o infame grito ultrassônico conhecido como Canary Cry.
O prefixo meta, nesse contexto, significa simplesmente "além", como metaestável, que está além da estabilidade regular e pronto para entrar em colapso com a menor perturbação, ou metamorfose, que é o estado de ir além de uma única forma. Na minissérie Invasão!, da DC Comics, os Dominadores apontam que o meta-gene está contido em todas as células do corpo humano.
No Universo DC, criminosos meta-humanos são encarcerados em prisões especiais, como uma prisão construída na ilha de Alcatraz, que é equipada não apenas com disposições para prender criminosos cujos poderes são baseados em ciência e tecnologia, mas também amortecedores místicos para prender vilões ( incluindo Homo magi) cujos poderes são baseados em magia. Os prisioneiros nesta instalação são marcados com traçadores de nanobytes injetados na corrente sanguínea que permitem que eles sejam localizados onde quer que estejam.
É possível que indivíduos versados em ciências e biologia manipulem, atenuem ou modifiquem as atividades do meta-gene. Durante a Crise Final, enquanto os Dominadores criavam uma Bomba Genética capaz de acelerar a atividade do meta-gene a ponto de instabilidades celulares e físicas, um vírus anti-meta-gênico foi espalhado como uma arma de última hora nos quartos invadidos do Xeque-Mate. Esse meta-vírus tem os efeitos opostos da Bomba Genética, restringindo e desligando o meta-gene e eliminando os meta-humanos de seus poderes por um período não especificado.
Marcianos brancos
O potencial genético para um futuro meta-gene foi descoberto no DNA do antigo Homo sapiens (500.000 - 250.000 anos atrás) pela raça marciana branca. Os Marcianos Brancos realizaram experimentos com esses humanos primitivos, mudando como o fenótipo meta-humano era expresso pelo meta-gene.
Devido a seus experimentos, eles alteraram o destino da raça humana. Enquanto antes, a evolução acabaria transformando a humanidade em uma raça de super-humanos semelhantes aos daxamitas e kryptonianos, agora apenas alguns humanos selecionados desenvolveriam poderes meta-humanos. Como punição por isso, o grupo de renegados conhecido como Hyperclan foi exilado na Still Zone, uma versão da Zona Fantasma.

### Meta-vírus
Os Marcianos Brancos também criaram um meta-vírus, um meta-gene que poderia ser transmitido de um hospedeiro para outro via toque. Este meta-vírus foi responsável pelo empoderamento do primeiro filho de Vulcano. A partir desse momento, os Filhos de Vulcano passaram o meta-vírus em uma linha ininterrupta, jurando caçar e matar Marcianos Brancos.

### População
Os termos "meta" e "meta-humano" não se referem apenas a seres humanos nascidos com variantes biológicas. Superman e Caçador de Marte (alienígenas), bem como a Mulher Maravilha (uma quase deusa) e Aquaman (um atlante) são referidos em muitos casos como "meta-humanos". Pode se referir a qualquer pessoa com poderes extraordinários, independentemente das origens e incluindo aqueles que não nasceram com esse poder. De acordo com a Countdown to Infinite Crisis, cerca de 1,3 milhão de meta-humanos vivem na Terra, 99,5% dos quais são considerados "de incômodo" (como crianças que podem dobrar colheres com a mente e a velha senhora "que continua ganhando na loteria"). Os outros 0,5% são o que o Xeque-Mate e os OMACs consideram ameaças nos níveis alfa, beta e gama. Por exemplo, Superman e Mulher Maravilha são classificados como nível alfa, enquanto Metamorfo é considerado um nível beta e Caça-Ratos é considerado um nível gama.

### Exo-gene
A minissérie 52 introduz um mutagênico tóxico chamado gene Exo (também conhecido como Exo-gene). É um tratamento de terapia genética tóxico criado pela LexCorp para o Projeto Everyman que cria habilidades meta-humanas em não-meta-humanos compatíveis. Ele apareceu pela primeira vez em 52 #4 com o primeiro anúncio do Projeto Everyman em 52 #8. O projeto foi controverso, criando heróis instáveis que deram a Luthor um "desligamento" de seus poderes, criando inúmeras mortes no meio do voo.

## Marvel Comics
A palavra "meta-humano" é frequentemente atribuída ao universo dos quadrinhos da DC, enquanto os super-humanos da Marvel são chamados de mutantes ou mutados. No entanto, a DC e a Marvel Comics fizeram uso do termo "meta-humano" e "mutante" em seus universos. O primeiro uso do termo 'meta-humano' no Universo Marvel ocorreu em New Mutants Annual #3, escrito por Chris Claremont, publicado em 1987, no qual um oficial de segurança russo descreve os protagonistas como "terroristas meta-humanos".
Na Marvel Comics, meta-humano é usado como um termo para descrever um atributo de um personagem que possui um alto grau de resistência sobre-humana. Um personagem que possui um nível de invulnerabilidade meta-humano pode suportar virtualmente feridas por punção, temperaturas extremas, tanto quentes quanto frias e feridas corrosivas sem sofrer danos. Os vários órgãos de seus corpos: como pele, ossos, músculos, etc., são essencialmente duros como diamante. Como resultado, eles são praticamente invulneráveis a ferimentos ou armas convencionais (ver Luke Cage e o Coisa). Esse sistema de classificação não é comumente usado nos próprios quadrinhos, limitando-se principalmente a materiais adicionais.

### Ultimate Marvel
Em Ultimate Fantastic Four #24, Reed Richards declarou a versão Ultimate de Namor "presumivelmente o meta-humano mais poderoso da Terra".

### Amalgam
Na série JLX (que combinou a Liga da Justiça da DC e os X-Men da Marvel) do universo "Amalgam Comics", os meta-humanos são substituídos por meta-mutantes (um portmanteau de meta-humanos e mutantes da Marvel) que supostamente carregam um 'gene meta-mutante'.

## Outras mídias

### RPG de mesa
- GURPS International Super Teams usado como complemento para GURPS Supers, usa "metahumano" como o termo científico/acadêmico usado em assentamentos para humanos com superpoderes.
- Meta-humano também é usado em Shadowrun para descrever elfos, anões e similares. Esses meta-humanos são descritos como subespécie do Homo sapiens que começaram a surgir após o retorno da magia em 2011 e geralmente eram os alvos do racismo ao longo da existência. Em termos de jogabilidade, personagens meta-humanos possuem habilidades superiores às dos humanos normais, como força e agilidade altamente superiores, visão aprimorada etc.
- "Meta-humano" foi usado pela primeira vez em 1986 por George R. R. Martin em uma versão alternativa de RPH Superworld, e mais tarde na série de antologias Wild Cards como um termo científico formal que descreve os superpoderes e aqueles que os possuem, como visto no apêndice no volume I.

### Jogos eletrônicos
No jogo Fallout 3, Fawkes se recusou a se referir a si mesmo e a seus companheiros como Super Mutantes, preferindo o termo "Meta-humano".

#### Televisão
No Universo DC animado, o termo meta-humano é usado na série animada Static Shock. Static Shock é uma série animada em que todos os personagens super poderosos obtiveram os poderes de uma enorme explosão química mais tarde chamada "Big Bang", são apelidados de "meta-humanos" ou "Bang-Babies" e são um subgrupo de meta-humanos. Fatos e diferenças estranhos ocorreram nesta versão com estes termos:
- Apesar de ser usado regularmente no Universo DC, o termo meta-humano não era comumente usado na época da publicação dos 4 primeiros quadrinhos da Milestone Comics (Static foi o quarto título).

Os meta-humanos / bebês-choque de choque estático não possuem meta-gene, mas sim um genoma alterado devido à explosão química. Essa mutação geralmente reflete atributos anteriores.
- "Meta-humano" foi apresentado pela primeira vez no programa por Virgil Hawkins, o personagem principal da série como uma alternativa ao termo "mutante", porque parecia "degradante".
- Bang-Babies/Meta-humanos podem ser tratados com um antídoto químico, fato que os separa dos meta-humanos do Universo Animado da DC. A expressão raramente é usada no programa, apesar de compartilhar a mesma continuidade.
- Foi sugerido que os poderes dos Bang-Babies/Meta-humanos estão sujeitos a constantes mudanças devido à natureza instável de suas origens.

#### Birds of Prey
Na série de televisão Birds of Prey, os meta-humanos incluíam heroínas Caçadora e Dinah Lance. New Gotham tem um próspero subterrâneo meta-humano, feito principalmente de meta-humanos que estão tentando viver suas próprias vidas, embora um meta-humano que se odeie, Claude Morton (Joe Flanigan), tente convencer a polícia de que todos os meta-humanos são maus. Em Birds of Prey, os meta-humanos são tratados aparentemente como uma raça ou espécie; a caçadora é descrita como sendo "meio-meta-humana" do lado de sua mãe.

#### Smallville
Na série de televisão Smallville, os meta-humanos podem ocorrer naturalmente. No entanto, a maioria é resultado da exposição à kriptonita, que no universo de Smallville pode transformar as pessoas em seres superpoderosos, geralmente com efeitos colaterais psicóticos. Por muitas temporadas de Smallville, todas as pessoas superpoderosas, exceto os kryptonianos, eram os chamados "meteor freaks", mas, à medida que o programa prosseguia, começou a explorar outros cantos do universo da DC. Os meta-humanos não oriundos pela kriptonita incluem as versões de Aquaman em Smallville, o Flash, a Canário Negro e Zatanna.

#### Young Justice
Na série animada Young Justice, os alienígenas conhecidos como Kroloteans usaram o termo com frequência e até pesquisaram sobre a descoberta de um "meta-gene", sequestrando e testando em seres humanos aleatórios. O alcance alienígena conduz experimentos semelhantes e sequestra um grupo de fugitivos adolescentes para testar o meta-gene, levando vários desses indivíduos a desenvolver superpoderes. No episódio "Runaways", um um cientista do Laboratórios S.T.A.R. supõe que o gene é "oportunista" na medida em que faz com que o usuário desenvolva poderes aparentemente baseados em suas experiências pessoais ou ao redor, dependendo das circunstâncias. Na terceira temporada, um ponto recorrente na trama é o tráfico de meta-humanos depois que os humanos aprendem a detectar e ativar o meta-gene após a invasão Reach. Em alguns casos, o meta-gene em algumas famílias é mostrado como fonte de habilidades semelhantes, como acontece com Terra, Geoforça e seu tio materno Baron Bedlam. Em "Evolution", é revelado que Vandal Savage foi o primeiro metah-umano por causa do meteoro caído que lhe concedeu um fator de cura e super-inteligência na Mongólia durante o Pleistoceno.

#### Arrowverse
Nas séries do Arrowverse, "meta-humano" é usado mais estritamente do que nos quadrinhos, geralmente se referindo a um ser humano que se torna transumano e possui habilidades estranhas, adquiridas frequentemente após algum tipo de acidente estranho.
- Na série de televisão de 2014 The Flash, o Dr. Harrison Wells e sua equipe nos Laboratórios de Pesquisa Avançada Científica e Tecnológica (Laboratórios S.T.A.R.) desenvolveram um acelerador de partículas avançado em Central City. Quando foi ativado, o dispositivo ficou crítico e explodiu, liberando uma variedade de elementos teóricos, como matéria escura e energia negativa. Muitos moradores de Central City que foram afetados pela onda de explosão foram geneticamente alterados pela matéria escura, concedendo a eles habilidades sobre-humanas. Pessoas com essas habilidades são chamadas de "meta-humanos", criadas por Wells e sua equipe. A natureza dos poderes de um meta-humano parece ser o resultado de um elemento externo ao qual eles estavam próximos ou expostos quando atingidos pela explosão. Eventualmente, sob orientações de Harrison Wells e Cisco Ramon, Laboratórios S.T.A.R. desenvolve tecnologia e prisão efetivas de amortecimento do poder dos meta-humanos para confinar os meta-humanos. Ao longo da série, muitos mais vilões meta-humanos aparecem, incluindo alguns de universos ou linhas do tempo alternativos e outros que não têm conexão com o acidente do acelerador de partículas. Na terceira temporada, o Laboratórios S.T.A.R. usa aplicativos de detecção de meta-humanos para alertar a equipe Flash sobre ataques; essa tecnologia é usada posteriormente pela polícia da cidade e agências governamentais. Na quinta temporada, a equipe Flash descobre que a meta-tecnologia foi criada após a batalha com o Pensador, resultando em qualquer dispositivo movido a matéria escura utilizando o poder de um meta-humano quando usado por alguém. Por exemplo, a adaga da cigarra permite que o usuário negue habilidades meta-humanas, o smartphone de Spin permite que o usuário controle a mente de qualquer pessoa através da hipnose escrita, a equipe do Weather Witch permite que o usuário controle o clima e se teletransporta através de raios, e a chave do Fantasma de Prata permite que o usuário controlar qualquer veículo motorizado.

- Legends of Tomorrow, spin-off de Arrow e Flash, apresenta vários meta-humanos, incluindo Gavião Negro, Mulher-Gavião e Vandal Savage (introduzidos em um crossover entre Arrow e Flash), além de personagens de outros programas do Arrowverse. As temporadas posteriores introduzem versões de Vixen, Isis e Aço.

- A série de televisão Supergirl é ambientada em um universo paralelo ao de Arrow, The Flash e Legends of Tomorrow, no qual uma variante da Terra onde reside a Supergirl é posteriormente chamada de Terra-38 por Cisco Ramon. A humanidade está ciente de extraterrestres superpoderosos como Supergirl, seu primo Superman e J'onn J'onzz, mas a existência de meta-humanos não é amplamente conhecida na Terra-38 até o episódio da primeira temporada "Worlds Finest", um crossover com The Flash . Neste episódio, Banshee Prateada e o Livewire enfrentam publicamente Supergirl e o Flash, revelando o caso de seres transumanos com habilidades sobrenaturais no processo. Os poderes de Banshee Prateada são místicos em origem e natureza, enquanto os de Livewire são de um acidente mutagênico anômalo. Como os habitantes da Terra de Supergirl não têm experiência com ameaças meta-humanas, o Flash fornece às autoridades da Nacional Cityos meios para combatê-las e contê-las antes de retornar ao seu universo. Mais tarde, no episódio da segunda temporada "We Can Be Heroes", mostra que uma prisão de National City está usando os amortecedores de poder meta-humano do mundo (Terra 1) do Flash para restringir seus prisioneiros transumanos; a tecnologia é mais tarde usada pelo Departamento de Operações Extranormais (DEO) e, eventualmente, eles se alinham com o Laboratórios S.T.A.R da Terra-1. Os criminosos humanos começam a experimentar meta-humanos após a revelação da possibilidade do transhumanismo desde o seu surgimento, na esperança de adquirir poderes para si mesmos com objetivos de lutar contra seres extraterrestres como Supergirl, dos quais três meta-humanos foram criados com os poderes da Livewire. Na terceira temporada, mais meta-humanos começam a aparecer, incluindo Psi, cujos poderes surgem após sua maturidade. Na quarta temporada, um soro desenvolvido por Lena Luthor, derivado de um mineral do planeta Krypton chamado Harun-El (uma kriptonita negra), oferece às habilidades meta-humanas de Lex Luthor e James Olsen, incluindo força sobre-humana e invulnerabilidade equivalente à cura acelerada  e sentidos elevados de um kryptoniano.

- Na série de televisão Black Lightning, ambientada na Terra-73 de Arrowverse, Jefferson Pierce/Black Lightning e suas filhas Anissa e Jennifer são meta-humanos. A A.S.A. estão rastreando jovens meta-humanos com habilidades. À medida que a série avança, é revelado que décadas atrás, por causa dos conflitos raciais e políticos prevalecentes na cidade de Freeland, a A.S.A. desenvolveu uma substância supostamente como um supressor para tornar seus cidadãos dóceis no interesse de controlá-los, mas falhou. Em vez disso, acabou sendo um mutagênico que transforma alguns de seus cidadãos em meta-humanos, incluindo Jefferson Pierce e suas filhas que herdaram seu meta-gene após sua paternidade. Sob Martin Procter, a agência desenvolveu ilegalmente um derivado viciante do medicamento chamado Green Light, que é distribuído como medicamento recreativo na esperança de criar mais meta-humanos para as agendas de Procter. Como os meta-humanos estão morrendo de mutações instáveis, Procter procura capturar Black Lighting e seus descendentes porque eles são os únicos espécimes estáveis conhecidos do medicamento da agência. Após a morte de Procter, as experiências do A.S.A. são expostas e a origem dos meta-humanos de Freeland tornou-se um conhecimento público. No entanto, acende um fanatismo anti-metahumano entre as pessoas em Freeland.

- Na série de televisão Gotham, o professor Hugo Strange faz experimentos corpos de criminosos mortos (e vivos), pacientes de Asilo Arkham e sob as ordens do Tribunal de Corujas. Lá, Strange dá a suas vítimas habilidades sobre-humanas, como mudança de forma (Cara-de-Barro), controle mental (Fish Mooney) e super-força (Azrael). No final da segunda temporada, as vítimas de Strange escapam e causam estragos na cidade. Ao longo da série, os meta-humanos são comumente chamados de Monstros de Strange, simplesmente Monstros (uma alusão à minissérie "Batman e os Monstros"), ou os Freaks de Indian Hill.

### Filmes

#### DC Extended Universe
- Em Batman v Superman: Dawn of Justice, Lex Luthor é considerado um defensor da "tese meta-humana". Secretamente, ele já está realizando estudos sobre eles, com especial interesse na Mulher Maravilha, no Flash, no Aquaman e no Cyborg, todos os quais ele classifica como meta-humanos.
- Além disso, os metah-umanos aparecem no filme Esquadrão Suicida, quando Amanda Waller fala sobre suas habilidades ao formar o esquadrão. El Diablo, Killer Croc e Enchantress aparecem no filme.